# سكيرويث (إنجلترا)
سكيرويث (بالإنجليزية: Skirwith)‏ هي قرية وسابقة بلدية مدنية، والآن جزء من بلدية كلجايث، في منطقة إيدن، إنجلترا. في عام 1931 كانت البلدية تضم 227 نسمة. في 1 أبريل 1934،أُلغيت البلدية ودُمجت مع كلجايث. حيثُ تقق على بعد سبعة أميال من بينريث في اتجاه شمال شرقي عام، على طريق ثانوي يبعد حوالي ميل عن بلينكارن. على مقربة جنوبًا توجد بقايا دير، والآن دُمجت في مباني مزرعة.

## نظرة عامة
هي إحدى القرى التابعة لمقاطعة كيركلاند في كامبرلاند، تقع على بُعد حوالي 7.5 أميال شرقًا باتجاه شمال شرق محطة السكك الحديدية في بينريث. تُعتبر بينريث هي مدينة البريد الرئيسية. العقارات العقارية في المنطقة تقدر بنحو 2,756 جنيه إسترليني. يبلغ عدد السكان حوالي 314 نسمة وعدد البيوت حوالي 54 منزلاً. يعود ملكية المنطقة إلى السيدة لي فليمينغ. يحتل منزل س. مكان سابق لضريح فرسان الهيكل، وهو مقر السيد باركر. الكنيسة هنا هي رعية تابعة لأبرشية كارليل وتصل قيمتها إلى 112 جنيه إسترليني، حيث يشغل منصب الكاهن السيد باركر. تم بناء الكنيسة في عام 1859، وهناك أيضًا كنيسة ويسلية في المنطقة.
يُعتبر الراهب الفرنسيسكاني جون برادبيرن من أهم سكان المدينة الملحوظين.

## التعليم
بُنيت أول مدرسة عام 1828، وأعيد بناؤها في موقع جديد في عام 1878، وأغلقت في عام 1974، واستُخدمت كنزل مدرسي من قبل مدرسة باترشو الثانوية في برادفورد من عام 1976 إلى 1986. تم تسجيل غرفة القراءة الصغيرة الملحقة بالمنزل في عام 1897، مع مكتبة تم تسجيلها في عام 1901. تم افتتاح قاعة القرية في عام 1929.